# Stephan Kretschmer
Stephan Dietrich Kretschmer (* 5. Juli 1949 in Calw) ist ein deutscher Brigadegeneral außer Dienst des Heeres der Bundeswehr.

## Leben

### Militärischer Werdegang
Kretschmer stammt aus dem Württembergischen. Er trat nach dem Abitur in Mannheim als Offizieranwärter in die Bundeswehr ein und ließ sich von 1969 bis 1972 ausbilden. Er studierte Elektronik an der Fachhochschule der Bundeswehr in Neubiberg bei München sowie von 1974 bis 1979 Kybernetik und Nachrichtentechnik an der Technischen Universität München (Diplom-Ingenieur).
1979/80 war er Hörsaalleiter an der Fernmeldeschule des Heeres in Feldafing und Kompaniechef im Fernmeldebataillon 330 in Koblenz. Er absolvierte von 1982 bis 1984 den Generalstabslehrgang Heer an der Führungsakademie der Bundeswehr (FüAkBw) in Hamburg. Außerdem besuchte er 1986/87 das Command and General Staff College (CGSC) der US Army in Fort Leavenworth, Kansas und 1992/93 als Oberstleutnant das United States Army War College (USAWC) in Carlisle, Pennsylvania.
Kretschmer war von 1987 bis 1989 Referent in der Stabsabteilung VI (Planung) im Führungsstab des Heeres (Fü H) und Pressereferent im Bundesministerium für Verteidigung (BMVg) in Bonn. Von 1989 bis 1992 war er Kommandeur des Verteidigungskreises 451 in Landau in der Pfalz und von 1993 bis 1996 als Oberst i. G. und Heeresattaché an der Deutschen Botschaft Washington, D.C. Von 1996 bis 1999 war er Kommandeur der Panzergrenadierbrigade 7 in Hamburg Fischbek. Für drei Monate wurde er als Kommandeur einer multinationalen Brigade mit deutschen und französischen Anteilen nach Rajlovac in Bosnien abkommandiert.
Er war dann von 1999 bis 2004 Leiter des Zentrums Innere Führung in Koblenz. In seine Amtszeit fiel u. a. die Eröffnung einer „Lernwerkstatt“ für politische Bildung und die Ausstellung „Römer am Rhein“, deren Schirmherr er war. Darüber hinaus thematisierte er Minderheiten und Frauen in der Bundeswehr sowie die Reintegration von Soldaten aus Auslandseinsätzen.
2004 wurde er stellvertretender Dienststellenleiter und Chef des Stabes beim Deutschen Militärischen Vertreter beim Militärausschuss („Military Committee“) der NATO, WEU und EU in Brüssel, zunächst unter Generalleutnant Klaus Olshausen und dann Vizeadmiral Frank Ropers. Mitte 2007 trat er im Dienstgrad eines Brigadegenerals (seit 1998) in den Ruhestand.

### Zivilberufliche Tätigkeit
Gemeinsam mit seiner Frau betreibt er das LIFO Institute für Lebens-, Familie- und Eheberatung in Hamburg-Othmarschen und bietet seit 2024 im schwedischen Bortan Beratungen zu den Themen Führung, Strategie und Karriere an. Er wirkt als Coach und Ausbilder für deutschsprachige Führungskräfte. Seine fachlichen Schwerpunkte sind Führung und Strategie.
Er wurde auch Lehrbeauftragter an den Privatuniversitäten Witten/Herdecke in Witten und am Zentrum für verantwortungsvolle Unternehmensführung der WHU – Otto Beisheim School of Management in Vallendar bei Koblenz. Im Rahmen des dortigen Studium generale innerhalb des grundständigen Studiums der Betriebswirtschaftslehre wirkt er als Gastdozent.
Kretschmer ist verheiratet und Vater von einer Tochter und einem Sohn.

## Führungsphilosophie
Kretschmer hält einen intensiven Austausch zwischen militärischen, wirtschaftlichen und politischen Eliten für erstrebenswert. Beispielsweise sieht er in den hierarchischen Strukturen und beim Selbstverständnis von „Befehl und Gehorsam“ durchaus Gemeinsamkeiten zwischen Wirtschaft und Militär. Beide Akteure könnten auch voneinander lernen, so attestiert er der Wirtschaft einerseits Kompetenz in der „360-Grad-Beurteilung“ und andererseits streicht er beim Militär Fürsorge und Kameradschaft heraus. Kretschmer ist gleichzeitig ein Befürworter der Konzeption Innere Führung, die sich bis heute bewährt habe. Er machte darauf aufmerksam, dass man gerade im Soldatenberuf der Gegenwart darauf vorbereitet sein müsse, in brisanten Lagen, trotz Unsicherheit (eine Situation der nicht vollkommenen Information) verantwortlich entscheiden und für die Folgen Verantwortung übernehmen müsse.
Unter seiner Regide öffnete sich das ZInFü mit Weiterbildungsprogrammen für Führungskräfte aus der Privatwirtschaft. Darüber hinaus initiierte er mehrtägige Führungsseminare für BWL-Studenten der WHU Vallendar. Er war infolgedessen auch Vortragender zum Thema militärische Führungsphilosophie bei Verbänden, Stiftungen und auf Kongressen. Überregionale Zeitungen und Zeitschriften wie etwa das Handelsblatt, die Welt am Sonntag oder Capital zogen ihn als Experten heran.

## Publikationen
- Germany's Reunification and Its Implications for US Strategy. In: Parameters 23 (Herbst 1993) 3, S. 24–38.
- Die Innere Führung der Bundeswehr, ein Modell auch für die Wirtschaft? WHU, Vallendar 2002. (= Forum WHU. Nr. 7)
- Ziele und Aufgaben der Inneren Führung. In: Hans W. Odenthal, Dieter E. Bangert (Hrsg.): Demokratische Kontrolle von Streitkräften. Bundesakademie für Sicherheitspolitik, Bonn 2003, S. 99–106.

Interview
- Ove Jensen: Weniger Boni und mehr Führung im Vertrieb: Vom Militär lernen (Interview). In: Sales Management Review, Ausgabe 07/2013, S. 36–41.